# 竹之内悠
竹之内 悠（たけのうち ゆう、1988年9月1日 - ）は、京都府出身の自転車競技選手。2016年より東洋フレームに所属。

## 来歴

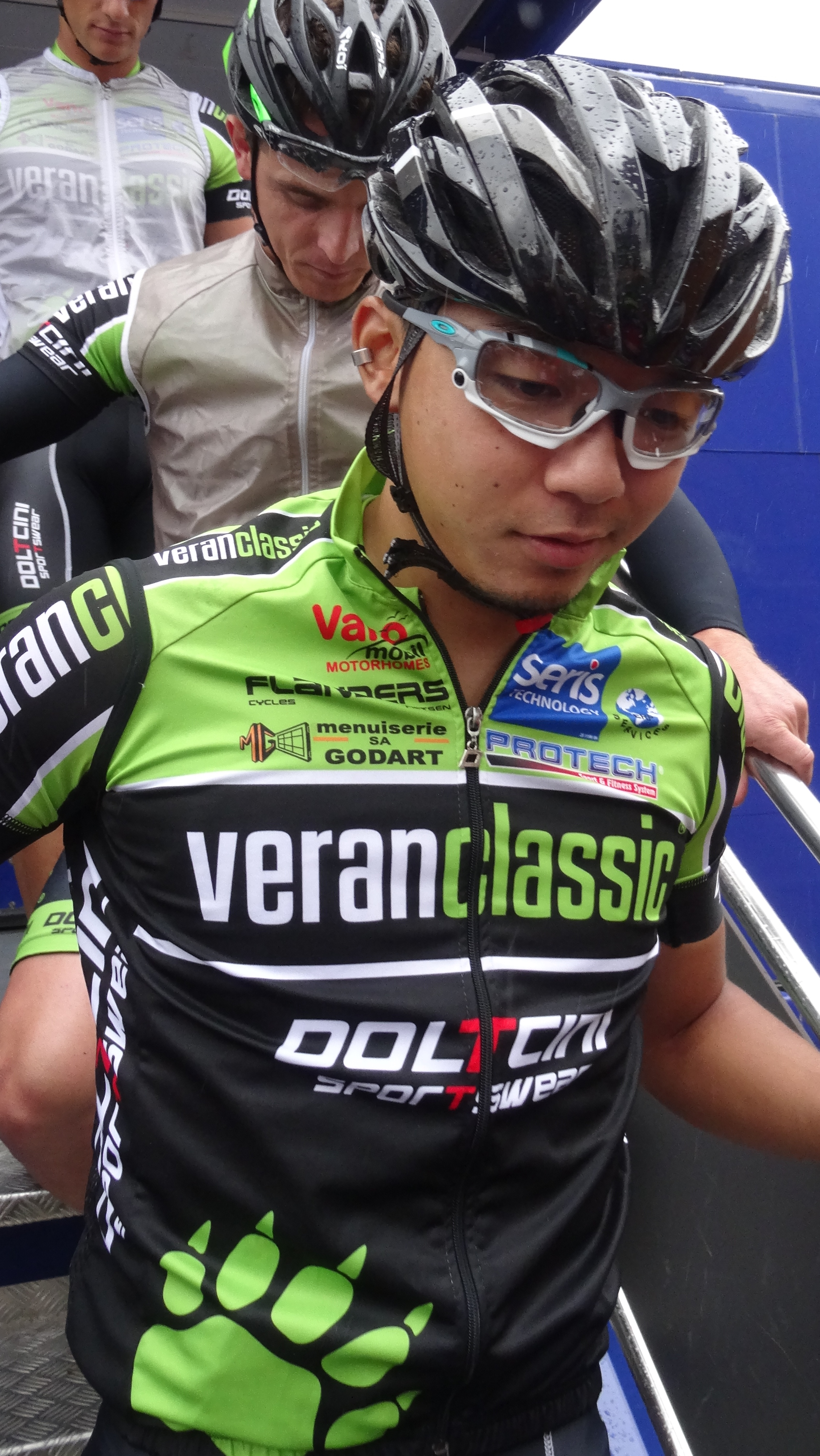

シクロクロス、マウンテンバイクレース・クロスカントリー(以下、XC)、ロードレースで活動。
立命館宇治高校を経て、立命館大学産業社会学部へと進んだ。
2005年
- 全日本マウンテンバイク選手権大会・XCジュニア部門 優勝
- 岡山国体・少年ロードレース 優勝。
- 全日本シクロクロス選手権大会・ジュニア部門 優勝

以上の実績を讃えられ同年、第1回『京都私学振興会賞』を受賞。
2006年
- 全日本マウンテンバイク選手権・XCジュニア部門 優勝

2007年
- 全日本シクロクロス選手権・23歳以下（以下、U23）部門 優勝

2008年、トレック・マルコポーロに加入。
- 全日本シクロクロス選手権・U23部門 優勝

2009年
- 全日本シクロクロス選手権
  - U23部門 優勝
  - エリート（以下当記載省略） 3位
- 全日本自転車競技選手権大会・U23部門ロードレース 3位

2010年
- 全日本シクロクロス選手権 2位

2011年
- 全日本シクロクロス選手権で、同大会9連覇中の辻浦圭一との接戦を制し優勝[3]。

2012年
- GPバンブルヘ 優勝[4]
- 全日本シクロクロス選手権 2連覇

2013年
- 全日本シクロクロス選手権 3連覇

2014年
- 全日本シクロクロス選手権 4連覇[5]

2015年
- 全日本シクロクロス選手権 5連覇[6]

2016年
- 全日本シクロクロス選手権 4位[7]

2017年
- 全日本シクロクロス選手権 5位[8]

2018年
- 全日本シクロクロス選手権 5位[9]

2019年
- 全日本シクロクロス選手権 2位[10]